# Miodrag Radulović
Miodrag Radulović (Podgorica, Yugoslavia, actual Montenegro, 23 de octubre de 1967) es un exfutbolista y entrenador montenegrino. Actualmente dirige a la selección del Líbano.
Jugó de Centrocampista y su principal equipo a lo largo de su carrera deportiva fue el Fudbalski Klub Budućnost Podgorica en el que aunque no llegó a ser profesional disputó 11 temporadas.

## Carrera como jugador
Comenzó su carrera deportiva en 1980 jugando en el Fudbalski Klub Budućnost Podgorica con el que no llegó a disputar ninguna temporada como profesional, posteriormente, ya en 1991 ficharía por el FK Hajduk Rodić M&B Kula en el que debutaría como profesional, se mantuvo en dicho equipo hasta 1993, año en el que se incorporó al Fudbalski Klub Zemun. 
Con el Fudbalski Klub Zemun disputaría una temporada hasta que en el 1994 fue fichado por Pierikos de Grecia, en el club heleno disputaría una única temporada, la 1995/96. Para la temporada 1996/97 el jugador decide cambiar de aires y se muda a Suecia, dónde ficha por el Degerfors IF, club en el que cuelga las botas y abandona la práctica del fútbol a nivel profesional.

## Carrera como entrenador

### Inicios
Comenzó su carrera de entrenador como asistente de Nikola Rakojević en Zeta y Borac Banja Luka, y fue asistente de Željko Petrović en el club portugués Boavista en 2006. También ayudó a Vladimir Petrović con el equipo sub-21 de Serbia y Montenegro que se clasificó para los Juegos Olímpicos en Atenas 2004. Luego dirigió la selección sub-19 de Serbia y Montenegro de 2005 a 2006. También fue entrenador y cazatalentos de la selección nacional de fútbol de Montenegro.
Dirigió al equipo de la liga uzbeka Pakhtakor Tashkent de enero a abril de 2010, terminando segundo en la liga y clasificándose para los octavos de final de la AFC Champions League 2010. El 3 de mayo, casi una semana antes del choque de octavos de final de Pakhtakor con Al-Gharafa, renunció, citando motivos familiares y que fue invitado a trabajar en un "club europeo con una rica historia y grandes ambiciones por un amigo cercano". Ese club resultó ser el Dinamo Moscú. Fue asistente en el club ruso desde abril de 2010 hasta abril de 2011.
En 2011, Radulović fichó por el club montenegrino Budućnost Podgorica. Ganó la liga en la temporada 2011-2012 con la mayor cantidad de victorias y el número récord de puntos y goles en la liga.
En junio de 2012, Radulović fichó por el club de la Liga Premier de Kuwait Kazma.

### Líbano
Fue nombrado nuevo entrenador del Líbano en 2015, tras la salida del técnico italiano Giuseppe Giannini. Si bien no logró clasificar al Líbano para la Copa Mundial de la FIFA 2018, los llevó con éxito a su primera Copa Asiática mediante la clasificación en 2019. Por lo tanto, se registró como el primer montenegrino en ayudar a un equipo a clasificarse para un torneo importante.
El 9 de enero de 2019, Radulović dirigió el primer partido de la fase de grupos del Líbano en la Copa Asiática 2019 contra Catar, perdiendo 2-0. Después del partido, Radulović tuvo un desacuerdo con Bassel Jradi y posteriormente lo descartó de la selección nacional por el resto del torneo. En el segundo partido, perdió una vez más contra Arabia Saudita por el mismo marcador; la AFC lo multó entre $5,000 y $7,000 por protestar durante el juego. En el último partido de la fase de grupos, Radulović llevó al Líbano a su victoria por 4-1 contra Corea del Norte, la primera en la historia de la competición. Sin embargo, los tres puntos no fueron suficientes ya que Líbano fue eliminado de la competencia, perdiendo ante Vietnam que fue uno de los mejores terceros por la regla del juego limpio.
Radulović también fue supervisor de la selección nacional sub-23 de Líbano durante la clasificación para el Campeonato Sub-23 del 2020. El 26 de marzo de 2019, la LFA anunció que no renovaría su contrato que vencía el 1 de mayo de 2019 y que buscaría reemplazarlo con otro entrenador extranjero.

### Birmania
El 20 de abril de 2019, Radulović fue designado por la Federación de Fútbol de Birmania (MFF) como nuevo entrenador de la selección nacional de Birmania. Según el anuncio oficial, la MFF otorgó a Radulović y a su entrenador asistente un contrato válido hasta diciembre de 2020. El puesto de entrenador estuvo vacante durante cuatro meses, luego de que la MFF se separara de su ex entrenador Antoine Hey.
Sin embargo, fue despedido en octubre de 2019, solo seis meses después de haber sido designado. El debut de Radulović contra Singapur fue un éxito al ganar por 2-1. Con Radulović, el desempeño de Myanmar en la Clasificación para la Copa Mundial 2022 no fue tan buena como esperaba desde su debut, con derrotas fuera de casa ante Mongolia y Kirguistán.

### Zob Ahan
El 14 de enero de 2020, Radulović fue nombrado entrenador del club iraní Zob Ahan, firmando un contrato de un año y medio. Radulović dejó la ciudad de Isfahán después de la pandemia del Covid-19, y no regresó a Irán; fue reemplazado por el entrenador croata Luka Bonačić.

### Montenegro
El 28 de diciembre de 2020, Radulović fue nombrado entrenador de la selección de Montenegro.El 8 de diciembre de 2023, anunció que no continuaría en su cargo luego de no clasificar a la Eurocopa 2024.

### Nueva etapa en Líbano
El 12 de diciembre de 2023, inició su segunda etapa en la selección del Líbano.

## Clubes

### Como futbolista
| Club                  | País       | Año       |
| --------------------- | ---------- | --------- |
| Budućnost Podgorica   | Yugoslavia | 1980-1991 |
| Hajduk Rodić M&B Kula | Yugoslavia | 1991-1993 |
| Zemun                 | Yugoslavia | 1993-1994 |
| Pierikos              | Grecia     | 1995-1996 |
| Degerfors IF          | Suecia     | 1996-1997 |
| Budućnost Podgorica   | Yugoslavia | 1998      |

### Como entrenador
| Club                         | País                 | Año           |
| ---------------------------- | -------------------- | ------------- |
| Zeta (asistente)             | Serbia y Montenegro  | 2001-2003     |
| Borac Banja Luka (asistente) | Bosnia y Herzegovina | 2003-2004     |
| Boavista (asistente)         | Portugal             | 2006-2007     |
| Pakhtakor Tashkent           | Uzbekistán           | 2010          |
| Dinamo Moscú (asistente)     | Rusia                | 2010-2011     |
| Budućnost Podgorica          | Montenegro           | 2011-2012     |
| Kazma SC                     | Kuwait               | 2012-2013     |
| Football Club Atyrau         | Kazajistán           | 2013          |
| Al Jahra SC                  | Kuwait               | 2014-2015     |
| Selección del Líbano         | Líbano               | 2015-2019     |
| Selección de Birmania        | Birmania             | 2019          |
| Zob Ahan                     | Irán                 | 2020          |
| Selección de Montenegro      | Montenegro           | 2020-2023     |
| Selección del Líbano         | Líbano               | 2023-presente |

## Palmarés

### Como entrenador

#### Campeonatos nacionales
| Título                         | Club                | País       | Año     |
| ------------------------------ | ------------------- | ---------- | ------- |
| Primera División de Montenegro | Budućnost Podgorica | Montenegro | 2011-12 |